# Semjon Alexejevič Lavočkin
Semjon Alexejevič Lavočkin (rusky Семён Алексеевич Лавочкин 29. srpnajul./ 11. září 1900greg., Smolensk - 9. června 1960) byl sovětský letecký konstruktér, člen-korespondent Akademie věd SSSR.

## Mládí
Narodil se 29. srpna 1900 ve Smolensku v rodině židovského učitele. Střední školu absolvoval s vynikajícím prospěchem. Poté sloužil v Rudé armádě, bojoval v občanské válce. Od konce roku 1920 studoval v Moskevské vysoké technické škole (dnes Baumanova moskevská státní technická univerzita), kterou absolvoval roku 1927 a získal kvalifikaci inženýr letectví.

## Kariéra
Od roku 1927 pracoval v různých leteckých konstrukčních kancelářích. 1935-1938 byl hlavním konstruktérem projektu stíhače LL, typ nebyl přijat do výroby.
Rok pracoval v Hlavní správě leteckého průmyslu v lidovém komisariátu obranného průmyslu). Jeho nadřízený Vladimir Petrovič Gorbunov nebyl úřednickou prací nadšen a rozhodl se vrátit ke konstrukční práci. Zadal Lavočkinovi navržení stíhače z nově vyvinuté vrstvené lisované překližky. Lavočkin za dva až tři týdny dal dohromady hrubý návrh letounu, později nazvaného LaGG-1. Začátkem roku 1939 práci už tří konstruktérů (v předpokoji lidového komisaře se přidal M. I. Gudkov) schválil lidový komisař Michail Kaganovič. V květnu 1939 byla trojice dosazena do čela konstrukční kanceláře při leteckém závodě č. 301 (tedy OKB-301, později pojmenovanou NPO Lavočkina) v Chimkách v Moskevské oblasti. V čele kanceláře stál zprvu Gorbunov, záhy byl jmenován hlavním konstruktérem Lavočkin.
Lavočkinův tým v letech druhé světové války zkonstruoval úspěšná stíhací letadla LaGG-3, La-5 a La-7. Po válce pokračoval v konstrukci stíhačů – vrtulových La-9, La-180, La-11 a proudových La-150, -160, -15, -176, -190, -200, -250. Od začátku 50. let pracoval Lavočkin na raketách země-vzduch protivzdušné obrany pro komplex S-25 Berkut. Testy raket probíhaly na zkušební střelnici Kapustin Jar. Po počátečních obtížích byla roku 1953 zahájena sériová výroba. Od roku 1954 se Lavočkinova kancelář věnovala práci na mezikontinentální nadzvukové křídlaté raketě Bouře (rusky Буря). Roku 1956 byl Lavočkin jmenován generálním konstruktérem.
Zemřel 9. června 1960 na zkušební raketové střelnici Sary-Šagan během zkoušek rakety Bouře (tehdejší oficiální zpráva udávala místo smrti Moskvu), pochován je na Novoděvičském hřbitově v Moskvě.

## Politická činnost
Lavočkin byl zvolen poslancem Nejvyššího sovětu SSSR roku 1950 a pak opakovaně do konce života.
Roku 1953 vstoupil do KSSS.

## Ocenění, řády a vyznamenání
- 4x Stalinova cena (1941, 1943, 1946, 1948)
- 3x Leninův řád (31. října 1941, 21. června 1943, 30. srpna 1950)
- 2x Hrdina socialistické práce (21. června 1943[4], 20. dubna 1956)
- Řád rudého praporu (2. července 1945)
- Řád Suvorova II. (19. srpna 1944) a I. stupně (16. září 1945)

- 19. srpna 1944 generálmajor inženýrsko-letecké služby

- 1958 člen korespondent AV SSSR